# Route nationale 55 (Madagaskar)
Die Route nationale 55 (RN 55) ist eine 78 km lange, nicht asphaltierte Nationalstraße im Südwesten von Madagaskar in der Provinz Atsimo-Andrefana. Sie beginnt an der RN 9 am Fluss Mangoky und verläuft über Ambahikily bis in die Küstenstadt Morombe.